# Rodolia cardinalis
La Rodolia cardinalis Mulsant, 1850, nota in inglese con i nomi comuni Vedalia beetle o Vedalia ladybird, è un Coleottero appartenente alla famiglia dei Coccinellidi  (Sottofamiglia Coccidulinae, tribù Noviini). È un attivo predatore della cocciniglia Icerya purchasi.

## Importanza e diffusione
Pur essendo molto meno nota, ai profani, della coccinella comune, la R. cardinalis è il Coccinellide più celebre nella storia della lotta biologica: la sua introduzione dall'Australia negli Stati Uniti d'America, nella seconda metà del XIX secolo, ha dato impulso ad una moderna concezione di questo metodo di lotta. Nell'arco di alcuni decenni fu progressivamente introdotta in tutte le regioni agrumicole del mondo riducendo drasticamente e definitivamente all'impotenza quella che alla fine del XIX secolo si prospettava come una delle più temibili piaghe dell'agrumicoltura.
Oggi la Rodolia cardinalis è diffusa in tutti i continenti: in America (USA, America centrale, Caraibi, Sudamerica, dal Venezuela al Cile e all'Argentina), in Europa (Penisola Iberica, Francia, Italia, Penisola Balcanica, Russia), in Asia (Giappone, India, Filippine, Taiwan, Siberia), in Africa (Nord Africa, Sudafrica), in Oceania (Hawaii, Guam) e, naturalmente, nella sua regione d'origine, l'Australia.

## Descrizione
L'adulto ha un corpo semisferico, lungo da 2 a 4 mm, ricoperto da una densa e corta peluria, di colore rosso porpora con macchie nere localizzate in alcune parti del corpo formando delle macchie con i contorni non netti. Sono neri il capo, la parte posteriore del pronoto, in tutta la sua larghezza, e lo scutello. Nella livrea tipica, le macchie nere sulle elitre sono in numero di cinque. Quattro di queste sono disposte sulla parte dorso-laterale delle elitre; le due anteriori hanno una forma ovale o vagamente semilunare con convessità rivolta verso la sutura delle elitre; le due posteriori hanno una forma più irregolare come composta dalla confluenza di due macchie circolari. La quinta macchia ha infine uno sviluppo longitudinale lungo la sutura delle elitre e mostra un allargamento nel tratto anteriore.
Le antenne sono brevi e leggermente clavate, composte da 8 articoli, di cui quello prossimale è marcatamente slargato. Le zampe mostrano le tibie allargate e irregolarmente appiattite, formanti una doccia nella quale sono alloggiati i tarsi in posizione di riposo. I tarsi sono composti da 3 tarsomeri.
La larva è lunga circa 5 mm, di colore rosso a maturità con macchie nere sul torace. Il dorso è percorso da più serie di turbercoli, ciascuno portanti brevi setole. La pupa è lunga 4-5 mm, ha una colorazione rossa che inscurisce con l'età in corrispondenza dell'addome.

## Biologia
La Rodolia cardinalis è sostanzialmente monofaga e attacca quasi esclusivamente la Cocciniglia cotonosa solcata degli agrumi (Icerya purchasi). Occasionalmente può predare però anche altre specie della famiglia dei Margarodidae.
Il ciclo vede la successione di un numero variabile di generazioni in funzione del clima: nelle regioni calde si hanno fino a 8 generazioni l'anno, mentre in Italia la media è di 5-6. Il ciclo completo di sviluppo si riduce a 20-25 giorni nei mesi estivi. Lo svernamento ha luogo allo stadio di adulto, larva e pupa, ma solo nelle regioni a inverno mite, in quanto in quelle fredde la specie non riesce a svernare. La fecondità è elevata: una femmina può essere fecondata più volte e depone le uova a più riprese nell'arco di un mese o poco più, con un numero variabile da 300 a 600 uova. Le uova sono deposte in genere fra i solchi dell'ovisacco delle cocciniglie adulte. Lo sviluppo postembrionale passa attraverso 4 stadi di larva e uno di pupa, perciò nel corso della sua vita una Rodolia subisce 5 mute.
L'attività predatoria, sia delle larve sia degli adulti, è molto intensa e si esercita sulle uova e sulle neanidi della cocciniglia. Quando le prede scarseggiano la predazione si manifesta con il cannibalismo.
I limiti della Rodolia cardinalis risiedono per lo più nella difficoltà di acclimatazione nelle regioni a inverno freddo, fatto questo che richiede necessariamente la reintroduzione ad ogni primavera in caso di infestazioni di I. purchasi. Il potenziale biologico del coccinellide è però tale da permettere il controllo del fitofago in tempi piuttosto brevi: la cocciniglia svolge infatti un numero limitato di generazioni (2-3), contro almeno il doppio di quello del predatore, e la voracità e la fecondità della Rodolia sono elementi che completano il suo ruolo di agente di controllo in modo efficace.

## Impiego
Il modo in cui impiegare la Rodolia dipende dal contesto agroambientale e dal clima. Fatto presente che la specie è ormai cosmopolita, la sua assenza in caso d'infestazione da Icerya purchasi si dovrebbe riscontrare in uno dei seguenti scenari:
- Prima introduzione, in un determinato ambiente, delle specie agrarie a cui è normalmente associata la cocciniglia. Questa attacca in genere gli agrumi, ma in Italia si può rinvenire frequentemente anche sul pittosporo e su diverse ginestre (in particolare lo ginestra comune). L'introduzione, per la prima volta, di una qualsiasi di queste specie può essere facilmente accompagnata da una successiva infestazione della cocciniglia proprio a causa dell'assenza del suo predatore.
- Decorso climatico con inverno rigido. Le basse temperature invernali impediscono lo svernamento della Rodolia cardinalis, perciò in questi ambienti il predatore non riesce ad acclimatarsi. In Italia queste condizioni si verificano, secondo le località, a partire dalle regioni centrali verso il nord. Dal momento che l'areale di coltivazione degli agrumi è anch'esso correlato al regime termico invernale, questo scenario si verifica in genere in giardini in cui è presente il pittosporo o qualche leguminosa arbustiva.
- Degrado ambientale causato da un uso indiscriminato degli insetticidi. Le occasionali infestazioni di Icerya sono frequenti negli agrumeti sottoposti a ripetuti trattamenti con insetticidi ad ampio spettro d'azione. L'impatto ambientale degli insetticidi è infatti il principale fattore di limitazione, di natura antropica, della Rodolia.

Storicamente la Rodolia è stata impiegata con successo ricorrendo al metodo propagativo: in condizioni ambientali favorevoli all'acclimatazione del coleottero la specie si è sempre insediata stabilmente senza richiedere necessariamente ripetute introduzioni. Una volta insediata, la sua dinamica di popolazione si adatta a quella della cocciniglia secondo i modelli ordinari, mantenendo costantemente le infestazioni sotto la soglia di tolleranza. Facendo riferimento agli scenari precedentemente descritti, il metodo propagativo si potrebbe applicare nel caso del primo punto e, escludendo la probabilità alquanto bassa di una nuova introduzione dell'agrumicoltura, l'eventualità che si verifichi un attacco di I. purchasi è circoscritta a piante isolate nel settore del giardinaggio. Nelle altre condizioni si deve ricorrere necessariamente al metodo inoculativo, effettuando lanci mirati del coccinellide nei periodi di riproduzione della cocciniglia. Nei contesti che fanno riferimento al terzo punto descritto in precedenza, l'inoculazione del predatore può rivelarsi risolutiva in modo definitivo qualora si verificasse una riconversione dell'agrumicoltura verso tecniche a basso impatto. In questo caso l'inoculazione del predatore rientrerebbe nel contesto di un metodo protettivo.
L'intensità dei lanci dipendono dal grado di diffusione della cocciniglia. In generale la Rodolia riesce a compensare con il suo potenziale riproduttivo anche i lanci a bassa densità: in infestazioni circoscritte a piante isolate sono sufficienti 3 coppie di adulti per portare in poco tempo la popolazione del fitofago sotto la soglia di tolleranza, mentre in infestazioni diffuse sarà necessario rapportare la densità dei lanci al grado d'infestazione e al grado di frammentazione degli attacchi.
Di particolare importanza è la scelta del momento opportuno in cui effettuare i lanci: l'attività di predazione si esercita in particolare su uova e neanidi e condizioni di scarsità di prede portano inevitabilmente ad un abbassamento della fecondità e ad un incremento del cannibalismo, perciò i lanci si devono eseguire nei periodi in cui l'Icerya si riproduce: in Italia questi eventi si verificano in primavera avanzata e a fine estate o inizio autunno.

## Storia

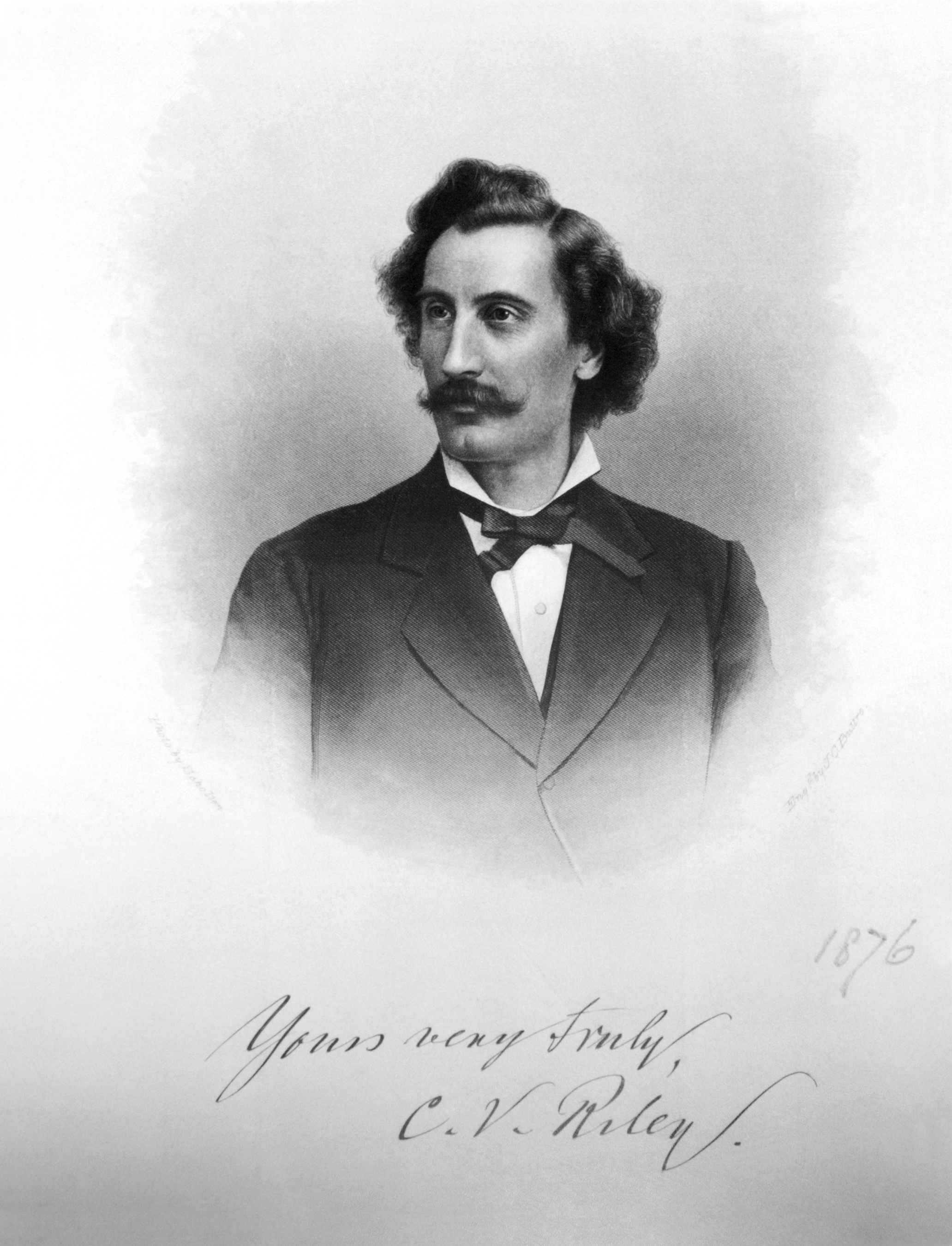
Charles Valentine Riley, considerato il padre della moderna lotta biologica, deve la sua fama alla R. cardinalis, pur essendo artefice di altri notevoli contributi alla lotta contro gli insetti fitofagi

La storia della Rodolia cardinalis è strettamente legata a quella della lotta biologica. L'uomo ha beneficiato dell'attività degli organismi ausiliari, più o meno consapevolmente, fin dall'antichità. I sistemi agricoli basati su un regime marginale e di sostentamento hanno tuttavia fatto in modo che il ruolo degli ausiliari si svolgesse in condizioni abbastanza simili ai contesti naturali. È soprattutto nel XIX secolo che si verifica un'intensificazione dell'emergenza fitosanitaria, soprattutto in relazione ad un incremento degli scambi commerciali fra continenti e all'evoluzione di un'agricoltura intensiva orientata verso il mercato: basti pensare a quello che hanno significato l'importazione della Peronospora della patata nel 1845-1846, con la carestia irlandese, e della Fillossera della vite nel 1863, con la distruzione della maggior parte dei vigneti europei fino al 1890.
Sia pure di portata più limitata, sotto l'aspetto storico, sociale ed economico, un evento simile colpì la California nella seconda metà del secolo. In questa regione stava fiorendo l'agrumicoltura intensiva, un'attività agricola che a distanza di oltre un secolo è una delle più rinomate nel mondo; nel 1868 comparve negli agrumeti californiani l'Icerya purchasi, importata accidentalmente dall'Australia. In assenza dei suoi nemici naturali, questo fitofago si diffuse rapidamente con livelli d'infestazione e distruzione tali da portare l'agrumicoltura californiana ad un progressivo declino, con la prospettiva di una sua imminente e totale scomparsa.

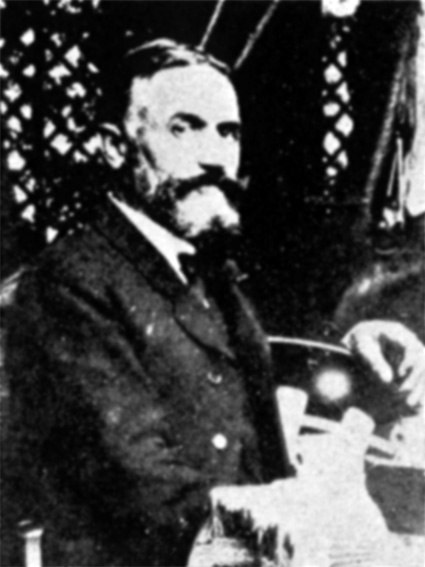
Albert Koebele fu l'esecutore materiale che diede il via alla più imponente operazione di lotta biologica della storia

Nel 1864, il diplomatico statunitense George Perkins Marsh, in relazione alle calamità che stavano producendo in quei decenni gli organismi dannosi esotici introdotti con le relazioni commerciali, formulò in un suo libro il concetto che l'unico rimedio possibile era l'importazione dalle terre d'origine degli antagonisti naturali. Circa 25 anni più tardi ci fu la prima eclatante applicazione di questo concetto: Charles Valentine Riley, capo del Federal Entomological Service presso il Dipartimento dell'Agricoltura (USDA), inviò in Australia, nel 1886, il suo collaboratore Albert Koebele, con l'incarico di trovare e raccogliere i nemici dell'Icerya purchasi. Ospite del collega australiano Frazer S. Crawford, ad Adelaide, Koebele raccolse e inviò in più riprese, con i suoi rapporti, un numero elevato di specie potenzialmente utili. Fra gli esemplari inviati erano comprese 10000 cocciniglie, di cui il 50% parassitizzato dal dittero Cryptochaetum iceryae, e circa 500 adulti di Rodolia cardinalis. Negli Stati Uniti d'America, Daniel William Coquillet si occupò dell'allevamento massale del coccinellide, portando il numero di esemplari a oltre 10.000, subito liberati negli agrumeti californiani.

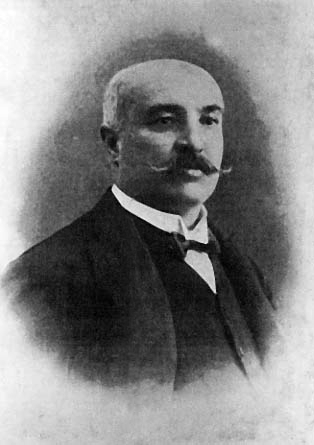
Antonio Berlese è stato l'artefice dell'arrivo della Rodolia in Italia appena un anno dopo la comparsa dellIcerya

Il risultato di questa attività fu sorprendente ed è citato negli annali dell'Entomologia come la più straordinaria applicazione della lotta biologica: i lanci di Rodolia cardinalis, coadiuvata in alcune località della California dal dittero parassitoide, portarono in soli due anni (1886-1887) all'abbattimento delle infestazioni della cocciniglia sotto la soglia di tolleranza, risollevando le sorti di un'attività produttiva destinata altrimenti al totale abbandono. Charles Valentine Riley, non a caso, è ritenuto da molti come il padre della moderna lotta biologica: l'eco di questo clamoroso successo diede impulso ad un'intensa applicazione del metodo propagativo per oltre mezzo secolo contro tutti gli insetti dannosi esotici in ogni parte del mondo, non sono sempre accompagnati da risultati della stessa portata o, comunque, significativi.
In Italia la cocciniglia cotonosa solcata comparve nel 1900 in un agrumeto di Portici e appena un anno dopo, nel 1901, Antonio Berlese introdusse con successo la Rodolia cardinalis in Italia. L'esperienza italiana e altre analoghe, che contemporaneamente o negli anni a seguire si diffusero negli stati in cui sistematicamente compariva l'Icerya purchasi, ebbero un minore clamore rispetto a quella californiana, ma questo si deve al fatto che in genere si è intervenuti dopo la comparsa dei primi focolai. L'aspetto fondamentale è che in tutti gli ambienti in cui si è acclimatata la Rodolia la cocciniglia cotonosa solcata è ridotta alla totale inoffensività, al punto che questa specie è citata, fra le avversità minori degli agrumi, per lo più per completezza di documentazione e per l'importanza storica.

## Fra tecnica, storia ed epica: citazioni
A testimonianza dell'importanza che hanno la Rodolia cardinalis e l'operazione di cui furono artefici Riley e Koebele, si riportano alcune testuali citazioni, estratte da testi tecnici e pagine Web dedicate all'argomento. Va precisato che, quando si cita l'argomento, è difficile non individuare un aggettivo o un termine che ne enfatizzi la portata, perciò quello che segue è solo un elenco parziale.
- «Nel 1888 si ottenne il successo più spettacolare nella storia della lotta biologica...»[3].
- «An early hero of biological control was C.V. Riley...» (Uno dei primi eroi del controllo biologico fu C.V. Riley...)[4].
- «One of Riley's greatest triumphs...» (Uno dei maggiori trionfi di Riley...)[5]
- «Il successo scientifico e pratico dell'operazione fece sì che Rodolia cardinalis divenisse l'insetto-simbolo della lotta biologica e lo è ancora ai giorni nostri...»[6]
- «The vedalia beetle literally saved the California citrus industry...» (La Rodolia salvò letteralmente l'industria degli agrumi della California...)[7]
- «Protagonista del más famoso y exitoso caso de control biológico de pestes...» (Protagonista del più famoso e riuscito caso di controllo biologico delle avversità...)[8]
- «I believe that the label "classical," when referring to the type of biological control just described, has been adopted because the spectacular early successes in pest control, by using natural enemies, involved the importation of exotics, e.g. control of the cottony cushion scale, Icerya purchasi, in California with the predatory coccinellid Rodolia cardinalis ... » (Credo che l'aggettivo "classico", quando si fa riferimento al controllo biologico appena descritto, sia stato adottato perché i primi spettacolari successi nel controllo delle avversità, usando i nemici naturali, implicarono l'importazione degli esotici, ad esempio il controllo della cocciniglia cotonosa solcata, Icerya purchasi, in California con il coccinellide predatore Rodolia cardinalis...)[9]